# 霍切-斯利夫尼察市鎮

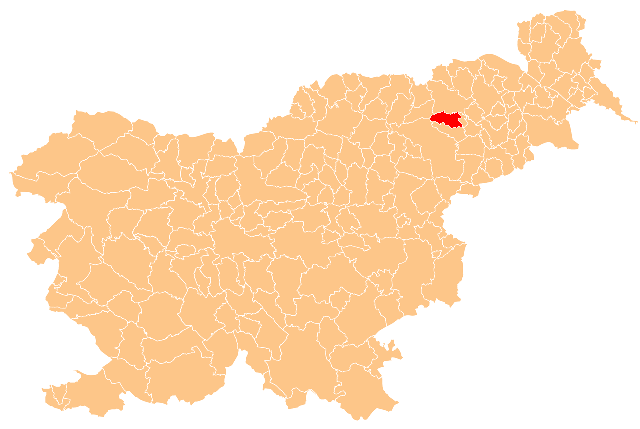
霍切-斯利夫尼察市鎮於斯洛維尼亞的位置

霍切-斯利夫尼察市鎮是斯洛文尼亞東北部的市镇，行政中心为斯波德涅霍切。市镇面積为53.7平方公里，2002年人口9629。人口密度約180人/km2。

## 外部連結
- 官方网站  （斯洛文尼亚文）
- Municipality of Hoče–Slivnica on Geopedia （页面存档备份，存于）